# Conisania arida
Conisania arida är en fjärilsart som beskrevs av Lederer 1855. Conisania arida ingår i släktet Conisania och familjen nattflyn. Inga underarter finns listade i Catalogue of Life.